# دانشگاه احمد یسوی
دانشگاه احمد یسوی (به قزاقی: Ahmet Yesevi University) یک دانشگاه دولتی در قزاقستان است که در ترکستان، قزاقستان واقع شده‌است.